# Anglais moderne naissant
Pour les articles homonymes, voir EME.
L’anglais moderne naissant (Early Modern English ou EME) est la forme ancienne de l’anglais d'aujourd’hui. Il s’agit de l’anglais pratiqué principalement à la Renaissance. Il est également appelé anglais élisabéthain, d'après  le règne d'Élisabeth Ire d'Angleterre (1558-1603).
Cette forme de l’anglais est souvent appelée à tort « vieil anglais ». Elle ne doit pourtant pas être confondue avec le véritable vieil anglais dont le terme désigne l’anglais du haut Moyen Âge, alors que l’anglais moderne naissant est la forme linguistique qui succède au moyen anglais (deuxième moitié du XVe siècle) jusqu'aux alentours de 1650-1700.
Ainsi la première édition de la Bible du roi Jacques et les œuvres de William Shakespeare appartiennent-elles à la phase tardive de l’anglais moderne naissant, bien que la Bible du roi Jacques préserve intentionnellement certains archaïsmes qui n’étaient plus répandus à l’époque où elle fut publiée.
Les personnes qui lisent l’anglais peuvent généralement comprendre l’anglais moderne naissant, même si c’est souvent avec de nombreuses difficultés dues aux changements grammaticaux, aux changements de sens des mots, ainsi qu'aux différences d’orthographe et de prononciation. La standardisation de l’orthographe survient durant la période de l’anglais moderne naissant et est influencée par certaines conventions précédant le grand changement vocalique, ce qui explique un certain nombre d’orthographes non phonétiques de l’anglais moderne.

## Orthographe
La plupart des éditions ont régularisé l’orthographe, mais on peut encore trouver :
- des mots dont la lettre initiale u était orthographiée originellement v[2] : vpon (upon), vnderstand (understand) ;
- des mots avec une lettre v interne qui était orthographiée originellement u : haue (have), forgiue (forgive) ;
- des mots finissant aujourd'hui par c se terminant par ck : musick (music), physick (physic).

## Contraction
L’anglais moderne naissant se caractérise souvent par l’usage de contractions inhabituelles pour des anglophones actuels. Si aujourd’hui, la contraction de it is est enclitique (le i- de is est remplacé par une apostrophe, donnant it's), dans l’anglais moderne naissant, les contractions étaient au contraire proclitiques : ’tis, ’twas, ’twere, ’twill pour it is, it was, it were, it will.
Quelques autres exemples de contraction :
- “an’t please you” pour an it (où an = if) ;
- “the morning comes upon’s”  pour “upon us” ;
- “and after seem to chide ‘em” pour “chide them”[2].

## Pronoms
Contrairement à l'anglais actuel, l'anglais moderne naissant pratiquait la distinction T-V (c’est-à-dire la distinction entre le tu et le vous au singulier). Il y avait deux versions différentes de la deuxième personne à la place du you unique moderne : thou (« tu ») et ye (« vous ») :
- deuxième personne du singulier : thou à la forme nominative, thee (à l'accusatif ou en casus generalis). Même s'il a été depuis remplacé par you dans tous les contextes, thou reste encore employé dans les occasions solennelles, tout particulièrement quand on s'adresse à Dieu, ou dans des situations où on s'adresse à un inférieur. Le pronom possessif correspondant était thine, l'équivalent du yours (« [le] tien ») actuel. Le déterminant possessif correspondant était thy, parfois remplacé par thine avant un mot commençant par une voyelle ;
- deuxième personne du pluriel :  ye au nominatif et you à l'accusatif et casus generalis.

Le pronom possessif mine, qui de nos jours signifie exclusivement « [le] mien », était souvent utilisé à la place du déterminant my (« mon »), surtout devant les voyelles : mine eyes (my eyes).

## Conjugaison
Si la conjugaison de l'anglais moderne est majoritairement soumise à un système d'auxiliaire, par exemple do, dans l'anglais moderne naissant, l'utilisation de do était optionnelle ; il n'a acquis sa valeur grammaticale actuelle qu'à la fin du XVIIe siècle. La conjugaison se faisait sans auxiliaire : I become not au lieu de I don't become (« je ne deviens pas »).
L'anglais moderne naissant avait plus de désinences verbales selon la personne que l'anglais moderne :
- à la deuxième personne du singulier, au présent simple et au prétérit, les verbes se terminent en -(e)st : Thou takest au lieu de l'actuel you take (« tu prends ») ;
- à la troisième personne du singulier, les verbes se terminent en -(e)th au lieu du -s actuel : he taketh au lieu de l'actuel he takes (« il prend »).

Cela vaut à l'indicatif, mais ces désinences n'étaient pas utilisées au subjonctif.
Le do pouvait cependant être utilisé, même s'il n'avait pas la valeur d'auxiliaire mais plutôt de verbe transitif.
Ainsi William Shakespeare écrivait aussi bien if I become not que I do assure you (sans valeur emphatique).